# Елієс Габель
Елієс Габель (англ. Elyes Gabel; 8 травня 1983; Вестмінстер, Лондон) — британський актор. Габель почав свою кар'єру в канадському дитячому сіткомі «Я люблю мумію», а потім приєднався до британської мильної опери «Катастрофа», де знімався з 2001 по 2007 рік. Наступні кілька років він знімався в різних британських шоу, перш ніж дебютувати на американському телебаченні у другорядній ролі в серіалі HBO «Гра престолів».
Габель з'явився у фільмах «Ласкаво просимо до капкану» і «Світова війна Z», а потім знявся в третьому сезоні серіалу ABC «Слідство по тілу». Незабаром після його закриття, Габель отримав роль у фільмі «Інтерстеллар», а восени 2014 року почав грати головну роль в драматичному телесеріалі CBS «Скорпіон».
Габель зустрічається з акторкою Кетрін МакФі, яка знімається з ним в телесеріалі «Скорпіон».

## Фільмографія

### Фільми
| Рік  | Українська назва                             | Оригінальна назва                 | Роль                          |
| ---- | -------------------------------------------- | --------------------------------- | ----------------------------- |
| 2009 | Бугімен 3                                    | Boogeyman 3                       | Бен                           |
| 2011 | Королівство пилу                             | Kingdom of Dust                   | Ахмед                         |
| 2011 | Скрізь і ніде                                | Everywhere and Nowhere            | Джаз                          |
| 2012 | Стратегія відступу                           | Exit Strategy                     | Тарік Фаяд                    |
| 2012 | Детектив Вдова                               | Widow Detective                   | Трой Варгас                   |
| 2013 | Ласкаво просимо до капкану                   | Welcome to the Punch              | Руан Стернвуд                 |
| 2013 | Світова війна Z                              | World War Z                       | Ендрю Фассбах                 |
| 2014 | Інтерстеллар                                 | Interstellar                      | адміністратор                 |
| 2014 | Самий жорстокий рік                          | A Most Violent Year               | Джуліан                       |
| 2015 | Привиди: Найкраща доля                       | Spooks: The Greater Good          | Адем Касім                    |
| 2019 | Ліга справедливості проти Фатальної п'ятірки | Justice League vs. the Fatal Five | Том Каллор / Star Boy (голос) |

### Телесеріали
| Рік       | Українська назва      | Оригінальна назва   | Роль                    | Примітки                                                                     |
| --------- | --------------------- | ------------------- | ----------------------- | ---------------------------------------------------------------------------- |
| 2001      | Катастрофа            | Casualty            | Jean-Claude Tournier    | Епізод: «Breaking Point»                                                     |
| 2002      | Я люблю мумію         | I Love Mummy        | Nuff                    | Регулярна роль                                                               |
| 2004      | Лікарі                | Doctors             | Steve                   | Епізод: «They Never Cut The Cord»                                            |
| 2004      | Катастрофа            | Casualty            | Jude                    | Епізод: «Where There's Life…»                                                |
| 2004–07   | Катастрофа            | Casualty            | Gurpreet «Guppy» Sandhu | Регулярна роль                                                               |
| 2005      | Катастрофа@Голбі-Сіті | Casualty@Holby City | Gurpreet «Guppy» Sandhu | Епізод: «Teacher's Pet»                                                      |
| 2008      | Безвихідь             | Dead Set            | Danny                   | Міні-серіал                                                                  |
| 2008      | Явлення               | Apparitions         | Vimal                   | Міні-серіал                                                                  |
| 2009      | Вулиця Ватерлоо       | Waterloo Road       | Rob Cleaver             | Десять епізодів                                                              |
| 2010      | Ідентичність          | Identity            | DC Jose Rodriguez       | Шість епізодів                                                               |
| 2011      | Борджіа               | The Borgias         | Prince Djem             | Епізод: «The Moor»                                                           |
| 2011      | Психовілль            | Psychoville         | Sharouz/Shahrauz        | П'ять епізодів                                                               |
| 2011–12   | Гра престолів         | Game of Thrones     | Rakharo                 | Сім епізодів                                                                 |
| 2012      | Мовчазний свідок      | Silent Witness      | Umar                    | Епізод: «And Then I Fell in Love: Part 1», «And Then I Fell in Love: Part 2» |
| 2013      | Тіло як доказ         | Body of Proof       | Det. Adam Lucas         | Регулярна роль                                                               |
| 2014–2018 | Скорпіон              | Scorpion            | Walter O'Brien          | Головна роль, 93 епізоди                                                     |
| 2015      | Посланці              | The Messengers      | Волтер                  |                                                                              |
| 2022      | Підозра               | Suspicion           | Шон Тілсон              | 8 епізодів                                                                   |
| 2024      | ФБР                   | FBI                 | Хасан Біллал            | Епізод: "Creating A Monster"                                                 |